# ジョナサン・キャロル
ジョナサン・キャロル（Jonathan Samuel Carroll、1949年1月26日 - ）は、アメリカ合衆国ニューヨーク生まれ、ウィーン在住の小説家、ファンタジー作家、ホラー作家である。メタ・フィクション的なダーク・ファンタジーを得意とする。

## 概要
作品内に幻想小説やファンタジーの愛好者に好まれる、マニアックな実在人物や作品などを非常に多く登場させることでも知られ、熱狂的な読者を持つ作家である。
母は女優のジューン・キャロル（ユダヤ系、旧姓・シルマン）、父は脚本家のシドニー・キャロル（アイルランド系）、映画『ハスラー』（1961年、米、主演ポール・ニューマン）の脚色などを担当)。異父兄に作曲家のスティーヴ・ライヒがいる。
1971年、ラトガース大学卒業。

## 著作リスト
- 死者の書 (The Land of Laughs, 1980) - 1989年アポロ賞受賞
- 我らが影の声 (Voice of Our Shadow, 1983)
- 《月の骨》シリーズ
  - 月の骨 (Bones of the Moon, 1987)
  - 炎の眠り (Sleeping in Flame, 1988)
  - 空に浮かぶ子供 (A Child Across the Sky, 1989)
  - 犬博物館の外で (Outside the Dog Museum, 1991) - 1992年英国幻想文学大賞受賞
  - 沈黙のあと (After Silence, 1992)
  - 天使の牙から (From the Teeth of Angels, 1994)
- 《クレインズ･ビュー》三部作
  - 蜂の巣にキス (Kissing the Beehive, 1998)
  - 薪の結婚 (The Marriage of Sticks, 2000)
  - 木でできた海 (The Wodden Sea, 2001)

## 日本語訳が公刊されていない長編のリスト
- White Apples , 2002
- Glass Soup , 2005
- The Ghost in Love , 2008
- Bathing the Lion , 2014
- Mr.braekfast , 2019

## 短編集
- パニックの手 (The Panic Hand Vol.1, 1995) - 1996年ブラム・ストーカー賞受賞
  - ジェーン・フォンダの部屋 (The Jane Fonda Room, 1982)
  - 友の最良の人間 (Friend's Best Man, 1987) - 1988年世界幻想文学大賞受賞
  - フィドルヘッド氏 (Mr. Fiddlehhead, 1989)
  - 秋物コレクション (The Fall Collection, 1989)
  - 細部の悲しさ (The Sadness of Detail, 1989)
  - ぼくのズーンデル (My Zoondel, 1989)
  - パニックの手 (The Panic Hand, 1989)
  - 君を過ぎて十五分 (A Quarter Past You, 1990)
  - おやおや町 (Uh-Oh City, 1992)
  - 去ることを学んで (Learning to Leave, 1992)
  - 手を振る時を (Waiting to Wave, 1993)
- 黒いカクテル (The Panic Hand Vol.2, 1996)
  - 卒業生 (Postgraduate, 1984)
  - 熊の口と (A Bear in the Mouth, 1989)
  - あなたは死者に愛されている (The Dead Love You, 1989)
  - フローリアン (Florian, 1989)
  - くたびれた天使 (Tired Angel, 1990)
  - 黒いカクテル (Black Cocktail, 1990)
  - わが罪の生 (The Life of My Crime, 1992)
  - 砂漠の車輪、ぶらんこの月 (A Wheel in the Desert, the Moon on Some Swings, 1994)
  - いっときの喝 (A Flash in the Pants, 1995)

## 映画脚本
- 「ジョーカー/復讐の切り札」(JOKER, 1986)

## 日本語訳
日本語訳はすべて東京創元社から出版されている。
翻訳は浅羽莢子が担当していたが、浅羽の死去後の翻訳である『沈黙のあと』と『天使の牙から』を市田泉が担当した。
2016年、小説家の津原泰水が未訳作品の翻訳について許諾を得たと発言しているが、出版が実現することはなかった。